# Fiesta (película de 1947)
Fiesta  es una película de drama y música estadounidense en Technicolor, estrenada por Metro-Goldwyn-Mayer en 1947 y protagonizada por Esther Williams, Ricardo Montalbán, Mary Astor y Cyd Charisse. Dirigida por Richard Thorpe y escrita por George Bruce y Lester Cole, se filmó en localizaciones de Puebla, México. [1] Fue el primer papel acreditado de Montalbán en una película de Hollywood, y dio lugar a  que el estudio le ofreciera un contrato. [2] También fue la primera de las tres películas del emparejamiento Williams y Montalbán, siendo las otras dos En una isla contigo (1948) y Neptune's Daughter (La hija de Neptuno, 1949).
Fue la primera ocasión en que el nombre de Williams se anunció sobre el título. [3].

## Argumento
La historia se centra en Mario Morales (Montalbán), un torero que quiere ser compositor, y su hermana gemela, María Morales (Williams), que quiere ser torero a pesar de que ella es una mujer.

## Reparto
- Esther Williams como María Morales.
- Ricardo Montalbán como Mario Morales.
- Fortunio Bonanova como Antonio Morales.
- Mary Astor como Señora Morales.
- Akim Tamiroff como Chato Vásquez.
- John Carroll como José 'Pepe' Ortega.
- Cyd Charisse como Conchita.
- Hugo Haas como Maximino Contreras.

- Datos: Q2412388
- Multimedia: Fiesta (film) / Q2412388